# Municipio de Elkhart (condado de Elkhart)
El municipio de Elkhart (en inglés: Elkhart Township) es un municipio ubicado en el condado de Elkhart en el estado estadounidense de Indiana. En el año 2010 tenía una población de 36487 habitantes y una densidad poblacional de 394,67 personas por km².

## Geografía
El municipio de Elkhart se encuentra ubicado en las coordenadas 41°33′57″N 85°49′55″O / 41.56583, -85.83194. Según la Oficina del Censo de los Estados Unidos, el municipio tiene una superficie total de 92.45 km², de la cual 90.76 km² corresponden a tierra firme y (1.83%) 1.69 km² es agua.

## Demografía
Según el censo de 2010, había 36487 personas residiendo en el municipio de Elkhart. La densidad de población era de 394,67 hab./km². De los 36487 habitantes, el municipio de Elkhart estaba compuesto por el 80.05% blancos, el 2% eran afroamericanos, el 0.46% eran amerindios, el 1.15% eran asiáticos, el 0.02% eran isleños del Pacífico, el 13.84% eran de otras razas y el 2.46% pertenecían a dos o más razas. Del total de la población el 26.56% eran hispanos o latinos de cualquier raza.